# Relations entre la Roumanie et la Slovaquie
Les relations Roumanie et la Slovaquie sont les relations bilatérales entre la Roumanie et la Slovaquie. L'histoire des relations entre les deux pays remonte au 30 janvier 1920, lorsque la Tchécoslovaquie et la Roumanie ont officiellement établi leurs relations diplomatiques. Durant l'entre-deux-guerres, la Roumanie, la Tchécoslovaquie et la Yougoslavie créent une alliance, la Petite Entente. De plus, pendant la Seconde Guerre mondiale, la Roumanie et la Slovaquie, ainsi que la Croatie, ont conclu un pacte contre l'expansion hongroise. Pendant la guerre, les troupes slovaques et les forces aériennes et navales croates ont opéré à l'amiable depuis le sol roumain. À la fin de cette guerre, les troupes roumaines se sont battues contre les soldats allemands pour libérer la Slovaquie. Les Roumains décédés ont été enterrés au cimetière militaire de Zvolen. Lors de l'invasion de la Tchécoslovaquie par le Pacte de Varsovie en 1968, la Roumanie a déclaré son opposition à l'opération. Pour célébrer le 25e anniversaire de l'établissement des relations entre la Roumanie et la Slovaquie, des timbres du cimetière militaire de Zvolen d'une valeur nominale de 8 lei (1,65 €) ont été frappés.
Actuellement, la Roumanie a une ambassade à Bratislava et deux consulats à Banská Bystrica et Stará Ľubovňa. D'autre part, la Slovaquie a une ambassade à Bucarest et un consulat à Salonta.